# Dora Osterloh
Dora Osterloh (* um 1986) ist eine deutsche Jazzmusikerin (Gesang, Komposition).

## Leben und Wirken
Osterloh wuchs in Köln in einer musikalischen Familie auf; ihr Vater ist der Trompeter Klaus Osterloh. In ihrer Kindheit lernte sie Geige und Klavier, bevor sie für sich den Gesang als Mittel des Ausdrucks entdeckte. Nach dem Abitur begab sie sich auf eine Reise durch Neuseeland und nahm dann in Köln am Vorstudium Jazz bei André Nendza teil. Zwischen 2008 und 2014 studierte sie zunächst in Maastricht  Jazzgesang, danach in Dresden bei Céline Rudolph. 
Osterloh war mehrere Jahre Teil des experimentellen Vokal-Duos Eos Duett. 2012 gründete sie das Quintett Kite, mit dem sie zwei Alben veröffentlichte. Daneben singt sie im Ensemble O. mit den Sängerinnen Friederike Merz, Fama M’Boup (zunächst Zola Mennenöh bzw. Cansu Tanrıkulu) und Laura Winkler, für das sie auch komponiert. Im Duo Tæbieeri arbeitet sie mit der Elektronikerin Gea Brown. Mit Theresia Philipp, Keisuke Matsuno, Simon Jermyn und Lukas Akintaya bildete sie das Quintett Phoenix Love. Konzertreisen führten sie nach Norwegen, die Niederlande, Belgien, Frankreich und Tschechien.

## Diskographische Hinweise
- Kite (2012)
- Kite  I Take the Money and You Run for Your Life (Unit Records 2017, mit Mark Weschenfelder, Laurenz Karsten, Phillip Oertel, Leon Griese)
- Max Andrzejewskis Hütte and the Homegrown Organic Gospel Choir (WhyPlayJazz 2017)